# Heonae di Goryeo
Heonae (헌애?, 獻哀?; 964 – Gaegyeong, 20 gennaio 1029) è stata una regina di Goryeo.
Vedova di Gyeongjong, fece da reggente per il figlio Mokjong. Istituì numerosi uffici governativi e migliorò diverse istituzioni, oltre a consolidare le difese nazionali tramite la costruzione di fortezze e a riorganizzare il sistema militare, rafforzando in tal modo il potere sovrano. È anche nota come imperatrice vedova Cheonchu, dal palazzo Cheonchujeon nel quale risiedette alla morte del marito.

## Biografia

### Nascita e matrimonio
Heonae era figlia del principe Wang Uk (nome templare Daejong) e della dama Ryu, poi nota come regina Seonui. Entrambi erano figli di re Taejo, ma con madri diverse, rispettivamente la regina Sinjeong dei Hwangbo di Hwangju e la regina Jeongdeok dei Ryu di Jeongju. Fu cresciuta dalla nonna paterna, della quale adottò il cognome per celare la consanguineità dei genitori e poter sposare un cugino di primo grado, re Gyeongjong, del quale diventò la terza moglie. Dopo il matrimonio risiedette nel Sungdeokgung e diede alla luce il primo e unico figlio maschio del re, Wang Song, nel 980. Pochi mesi dopo, il marito morì e, siccome Song era troppo piccolo per salire al trono, a diventare re fu il fratello di lei, Wang Chi, con il nome Seongjong.
Dopo la morte di Gyeongjong, Heonae si trasferì al Cheonchujeon e iniziò una relazione con un parente dalla parte della nonna paterna, Kim Chi-yang, che fu esiliato da Seongjong quando dei pettegolezzi iniziarono a circolare: sebbene non fosse strano che una giovane vedova si innamorasse di un altro uomo, Seongjong era stato cresciuto con l'ideologia di Confucio ed era salito al trono con il sostegno degli studiosi confuciani, che disapprovavano questo comportamento.

### Reggenza e morte
Nel 990, Song fu nominato principe Gaeryeong e iniziò a essere coinvolto nel governo del Goryeo, succedendo al trono come re Mokjong alla morte di Seongjong nel 997. Nonostante fosse adulto, Mokjong lasciò la reggenza alla madre: Heonae ripristinò i rituali buddhisti aboliti dal re precedente, come il festival delle lanterne (연등회?, yeondeunghoeLR) e il festival degli otto voti (팔관회?, palgwanhoeLR), e fece costruire il tempio Jingwansa e una pagoda di nove piani al suo interno. Sul fronte politico, reclutò nuovi talenti per il governo, rafforzando il potere sovrano attraverso l'aumento del numero dei funzionari, e adottò una politica neutrale tra Song e Kitai, riorganizzando nel frattempo la milizia e costruendo delle fortezze al confine per prepararsi a un'eventuale aggressione. Heonae riportò anche a palazzo Kim Chi-yang, dandogli una posizione di prestigio; governarono insieme durante la reggenza e, nel 1006, ordinarono la realizzazione di una copia in oro di alcuni sutra del Tripitaka Koreana.
Da giovani, Heonae e la sorella Heonjong avevano entrambe sposato Gyeongjong: dopo la morte di quest'ultimo, Heonjong aveva intrapreso una relazione clandestina con lo zio Wang Uk (nome templare Anjong), dal quale aveva avuto un figlio, il principe Daeryangwon Wang Sun, che sarebbe stato il primo in linea di successione al trono finché Mokjong non fosse diventato padre. Nel 1003, Heonae ebbe un figlio maschio da Kim Chi-yang e, visto che la situazione era rimasta immutata, decise di fare di lui l'erede al trono al posto di Wang Sun. Per raggiungere il suo scopo doveva però liberarsi del nipote: lo mandò dunque come monaco al tempio Sunggyosa, poi al Sinyeolsa, e inviò più volte degli assassini per ucciderlo, ma senza successo.
Nel 1009, durante il festival delle lanterne, un deposito del palazzo prese fuoco e l'incendio si estese al Cheonchujeon, radendolo al suolo. L'ordine era stato dato da Kim Chi-yang, che voleva probabilmente suscitare una radicale trasformazione politica. Mokjong rimase sconvolto dall'accaduto, ammalandosi al punto da non riuscire a sovrintendere agli affari di Stato, e chiamò a palazzo i funzionari per discutere della successione al trono, esprimendo la volontà che fosse Wang Sun il suo erede. Siccome era la madre ad avere il controllo del grosso dell'esercito, il re cercò di convocare il generale Kang Jo, di stanza al confine settentrionale, come suo alleato; tuttavia, a causa di informazioni sbagliate, Kang Jo fu portato a credere che Heonae e Kim Chi-yang avessero usurpato il trono e che il re fosse morto. Quando giunse a Gaegyeong con l'esercito per sedare la ribellione e scoprì che Mokjong era ancora vivo, Kang si rese conto di essere in una posizione ambigua, in quanto il suo gesto poteva essere considerato un colpo di Stato: poiché era troppo tardi per tornare indietro, il generale prese il controllo della capitale, uccise Kim Chi-yang, i suoi sostenitori e il figlio da questi avuto con Heonae, depose Mokjong e lasciò il trono a Wang Sun, ignorando che fosse questo il volere originario del re e portando il nuovo sovrano a dover difendere, negli anni successivi, la propria legittimità.
Mokjong e Heonae furono esiliati, ma il re deposto fu assassinato lungo la via. Heonae raggiunse invece Hwangju, dove rimase per vent'anni. Quando si ammalò, tornò a Gaegyeong e vi morì nel 1029 al Sungdeokgung. Fu sepolta nella tomba Yureung (幽陵), la cui ubicazione è sconosciuta.

## Ascendenza
|                   |                 |                     | Genitori        |  |  | Nonni           |  |  | Bisnonni       |  |
|                   |                 |                     |                 |  |  | Taejo di Goryeo |  |  | Sejo di Goryeo |  |
|                   |                 |                     |                 |  |  | Taejo di Goryeo |  |  | Sejo di Goryeo |  |
|                   |                 | Wisuk di Goryeo     |                 |  |  | Taejo di Goryeo |  |  |                |  |
| Daejong di Goryeo |                 |                     |                 |  |  | Taejo di Goryeo |  |  |                |  |
|                   |                 | Sinjeong di Goryeo  | Hwangbo Je-gong |  |  |                 |  |  |                |  |
|                   |                 | Sinjeong di Goryeo  | Hwangbo Je-gong |  |  |                 |  |  |                |  |
|                   |                 | Sinjeong di Goryeo  | Sconosciuta     |  |  |                 |  |  |                |  |
| Heonae di Goryeo  |                 | Sinjeong di Goryeo  |                 |  |  |                 |  |  |                |  |
|                   | Taejo di Goryeo | Sejo di Goryeo      |                 |  |  |                 |  |  |                |  |
|                   | Taejo di Goryeo | Sejo di Goryeo      |                 |  |  |                 |  |  |                |  |
|                   | Taejo di Goryeo | Wisuk di Goryeo     |                 |  |  |                 |  |  |                |  |
| Seonui di Goryeo  | Taejo di Goryeo |                     |                 |  |  |                 |  |  |                |  |
|                   |                 | Jeongdeok di Goryeo | Ryu Deok-yeong  |  |  |                 |  |  |                |  |
|                   |                 | Jeongdeok di Goryeo | Ryu Deok-yeong  |  |  |                 |  |  |                |  |
|                   |                 | Jeongdeok di Goryeo | Sconosciuta     |  |  |                 |  |  |                |  |
|                   |                 | Jeongdeok di Goryeo |                 |  |  |                 |  |  |                |  |